# Pomník Františka Palackého
Pomník Františka Palackého z roku 1912 je dominantou Palackého náměstí na severním předmostí Palackého mostu v Praze 2 - Nové Město. V době svého vzniku symbolizoval úspěšnou emancipaci českého národa a jeho cestu k vlastní státnosti. Devítimetrový monument je dílem sochařů Stanislava Suchardy a architekta Aloise Dryáka.

## Historie
Úmysl postavit pomník Františku Palackému vznikl již v roce jeho smrti 1876. Palackého most byl postaven roku 1878 a přilehlé Palackého náměstí bylo vytvořeno po velké povodni roku 1890 zasypáním Podskalského přívozu, asanací starého Podskalí a zvýšením nábřeží roku 1896.
Soutěže na stavbu pomníku, vypsané roku 1897, se zúčastnilo celkem 14 sochařů a roku 1901 vybrala porota ze dvou finálních návrhů dvojici Stanislav Sucharda – Alois Dryák. Na druhém místě skončil návrh Ladislava Šalouna a Aloise Dlabače. Základní kámen pomníku u paty mostu byl položen ve výročí stých narozenin Františka Palackého 1898, ale sochaři vytvářeli koncepci pro dosud neexistující prostor. Současná podoba náměstí byla dokončena až během První republiky a monumentu, který byl určen pro volné prostranství (zvažovalo se i umístění uprostřed dnešního Palachova náměstí před Rudolfinem), uškodila také nedávná výsadba stromů. Pomníku také konkurovala čtyři monumentální sousoší J. V. Myslbeka, osazená v letech 1889-1897 na čtyřech nárožích Palackého mostu. Dvě z nich byla poškozena bombardováním v roce 1945 a poté byly všechny Myslbekovy plastiky přemístěny na Vyšehrad.
Stanislav Sucharda pracoval na modelech pomníku šest let a na konečné podobě plastik se podíleli také sochaři Josef Mařatka, Josef Drahoňovský, Vojtěch Sucharda, a Suchardovi žáci Josef Bambas a Rudolf Čermák. Sochy odlila firma Bohdana Tomáše Srpka z Brandýsa nad Labem.
Pomník byl budován od roku 1901 a slavnostně odhalen 1. července 1912. Za německé okupace byl roku 1942 rozebrán a sochy měly být zničeny, ale díky osobní statečnosti správce Obecního dvora na Invalidovně Břetislava Zemana a jeho pomocníků se sochy podařilo ukrýt v odlehlé ohradě mezi plevelem a po válce mohly být opraveny a znovu instalovány (1947–1950).

## Popis
Základ pomníku tvoří 111 čtyřmetrových železobetonových pilot a centrální železobetonová konstrukce obložená deskami z hladce opracované světlé žuly. Podkovovitý podstavec vrcholí ve středu vysokým kónickým soklem s kamennou korunou ozdobenou bronzovými listy. Před ním je na samostatném soklu sedící kamenná postava Františka Palackého, vytvořená Stanislavem Suchardou. Socha je sestavena z dvanácti kvádrů žuly. Spodní část pomníku je postavena ze žuly čelně neopracované a vpředu doplněna konvexním dvoustupňovým kamenným stylobatem. Nad sochou Františka Palackého je vytesán nápis: SVÉMU / BUDITELI A VŮDCI / VZKŘÍŠENÝ NÁROD.
Skupiny figur na čele podkovovitých zakončení modeloval Josef Mařatka. Na levé straně alegorická mužská postava, představující okřídlené dvouhlavé zlo a pobělohorský útisk, leží na zemdlelém jinochovi. Pod ní je vytesán nápis: ZE MDLOBY ÚTISKU. Protějškovou pravou stranou je sousoší dvou mladíků, z nichž jeden vzhlíží k nebi. Pod nimi je vytesán nápis: K NOVÉMU ŽITÍ BUDIL´S LID.
Centrální mnohafigurové sousoší představuje alegorii Génia historie a Hlasy dějin, kterým Palacký naslouchá. Na vrcholu stojí ženská postava (Čechie) hlásající vzkříšení národa, s vlajícím šatem, vztyčenou levicí a pravicí objímající mladíka ve venkovském oblečení. Je doprovázena další ženskou postavou a třemi letícími postavami Géniů – dvěma ženskými a mužskou postavou s rukama přiloženýma k ústům.
Na zadní straně pomníku, znázorňující Historii, je dominantní figurou vysoká postava stařeny s dolů skloněnou hlavou a širokým pláštěm, doprovázená nahou letící dívkou a dvěma postavami nahých mužů. Je zde vytesán nápis: NEZBÝVÁ MI NEŽ / TOUŽEBNÉ PŘÁNÍ / ABY BŮH RÁČIL / POŽEHNAT DÍLU MÉMU / ABY HOJNĚ POSLOUŽILO / NÁRODU KU POZNÁNÍ / SEBE SAMÉHO A K / UVĚDOMĚNÍ SE V TOM / ČÍM JEST A ČÍM BÝTI / MÁ ….
Po levé straně soklu je ležící nahá ženská postava s křídly (Anděl?), na pravé straně nahý muž a dívka.
Pomník je kulturní památka České republiky evidovaná v Ústředním seznamu kulturních památek pod rejstříkovým číslem: 40076/1-1209.

### Pomníky Františka Palackého
- Pomník se sedící postavou Františka Palackého (1886), Palackého sady v Písku, autor Ludvík Wurzel
- Pomník se stojící postavou Františka Palackého v nadživotní velikosti (1898-1902), bronz, v mramorovém soklu v dutině vsazena nádoba s Palackého srdcem; přízemí Panteonu Národního muzea v Praze, autor Antonín Popp[4]
- Poprsí Františka Palackého (bronz), nad vchodem jeho domu: Palackého 7, Praha 1, sochař J. V. Myslbek[5]
- Poprsí Františka Palackého, v salónu v 1. patře jeho domu: Palackého 7, Praha 1, sochař Antonín Popp
- Pomník Františka Palackého (stojící pískovcová figura), Nové Město na Moravě, sochař Jan Štursa, Jaroslav Křepčík [6]
- Pomník Františka Palackého před rodným domem, Hodslavice, stojící bronzová figura, sochař V. Navrátil[7]
- Pomník osvobození Československa se sochou Františka Palackého v Olomouci-Holici (1924), sochař Julius Pelikán